# 罗斯海科维尔氏菌
罗斯海科维尔氏菌（学名：Colwellia rossensis）是科尔韦氏菌属的下属物种。此物种是一种革兰氏阴性、过氧化氢酶阳性、细胞色素c氧化酶阳性且专性嗜冷的杆状细菌。此物种最早从南极洲麦克默多海峡的坚海冰的海与冰之间的交界处分离出来。

## 历史
罗斯海科维尔氏菌首次被描述于1998年，连同其他三个物种，包括荷氏科维尔氏菌、嗜冷科维尔氏菌和戴明氏科维尔氏菌一起被描述。这四个物种都是从南极洲的海水中分离出来的。

## 词源
“rossensis”是一个新拉丁阳/阴性形容词，表示该名称是根据地理位置“Ross Sea”（罗斯海）而来的，指示罗斯海科维尔氏菌的模式菌株是在罗斯海地区分离的。

## 系统发育学分类
基于16S rRNA基因序列的系统发育分析表明菌株ACAM 608T属于科尔韦氏菌属。发现菌株ACAM 608T与科尔韦氏菌属其他分离自南极的物种具有95.2%至100%的16S rRNA基因序列相似性。而通过DNA-DNA杂交显示菌株ACAM 608T与科尔韦氏菌属其他物种具有95.1%至97.8%的序列相似性。

## 描述
罗斯海科维尔氏菌是一种兼性厌氧且化能异养的革兰氏阴性菌。它能够最佳10°C，最高15℃的条件下生长，因此它是一种专性嗜冷的生物 。它的细胞是直至弯曲杆状的（偶见球形细胞），长1.5µm至3µm，宽0.4µm至0.8µm，非运动性。它的过氧化氢酶和细胞色素c氧化酶测试呈阳性。菌落呈白垩白色，凸圆型，边缘完整。

## 拓展阅读
- Yumoto, Isao, ed. Cold-adapted Microorganisms. Horizon Scientific Press, 2013. （页面存档备份，存于）
- Brenner, Don J., et al. Bergey’s Manual of Systematic Bacteriology, vol. 2. "The Proteobacteria." East Lansing, USA 183 (2005). （页面存档备份，存于）
- Dworkin, Martin, and Stanley Falkow, eds. The Prokaryotes: "Vol. 6: Proteobacteria: Gamma Subclass." Springer, 2006. （页面存档备份，存于）
- Stan-Lotter, Helga, and Sergiu Fendrihan. Adaption of Microbial Life to Environmental Extremes. Springer Wien, New York, 2012. （页面存档备份，存于）